# Keilwirbel
Der Begriff Keilwirbel besagt, dass ein Wirbel von der normalen Form abweicht. Ein gesunder Wirbel hat sowohl in der seitlichen als auch der frontalen Ansicht einer Röntgenaufnahme einen annähernd rechteckigen Querschnitt. Die Vorder- und die Hinterkante sind gleich hoch, Grund- und Deckplatte gerade. Wird die Vorderkante deutlich niedriger als die Hinterkante, nennt man das einen Keilwirbel. Seltener ist ein Wirbel auf einer Seite deutlich niedriger als auf der anderen, dann handelt es sich um einen seitlichen Keilwirbel. Durch Keilwirbel kann es zur Ausbildung einer Rückgratverkrümmung kommen (Der Düsseldorfer Chirurg Emil Karl Frey operierte eine solche Skoliose erstmals erfolgreich durch Entfernung des Keilwirbels). Als Ursache werden intrauterine Schädigungen, beispielsweise durch Medikamente wie Valproat oder Vitamin A oder auch Inhalation von Kohlenmonoxid diskutiert.

## Ursachen
- Keilwirbelbildungen infolge einer Scheuermann-Krankheit, oft zu beobachten
- Sinterungsbruch bei Osteoporose, ebenfalls recht häufig
- Unfallfolgen (Fraktur), bei Erwachsenen nach heftiger Krafteinwirkung, bei Kindern häufiger
- angeborene Fehlbildung des Wirbels (eine Ursache der kongenitalen Skoliose), Ursachen: zum Beispiel medikamentös-toxisch, Diabetes der Mutter[4]
- Wirbelkörpernekrose im Rahmen eines Morbus Calvé
- seitliche Keilwirbel bei Neurofibromatose, selten

## Therapie
Die notwendige Behandlung richtet sich nach der Grundkrankheit.
- Scheuermann-Veränderungen können eine breite Palette von Maßnahmen notwendig machen, von der Krankengymnastik über Rumpforthesen bis zur operativen Korrektur.
- Osteoporose bedingte Keilwirbelbrüche verlangen zunächst eine Therapie der Grunderkrankung, als Korrektur der Verformung setzt sich inzwischen (2005) die Kyphoplastie durch.
- Unfallverletzungen lassen sich oft mit Ruhigstellung und späterer Gipsbehandlung in den Griff bekommen, je nach Lokalisation der Verletzung ist dann ein Diademgips, ein Gips nach Risser oder nach Böhler erforderlich.
- Angeborene Fehlbildungen erfordern, je nach Schweregrad, die operative Korrektur.

## Keilwirbel bei Hunden
Auch bei Hunden kommen in manchen Rassen Keilwirbel vor. Die erbliche Veranlagung ist Gegenstand molekulargenetischer Untersuchungen der Tierärztlichen Hochschule Hannover. Vermutet wird eine polygene Vererbung.